# 1778
- Wikisource

| Calendário gregoriano                                                        | 1778 MDCCLXXVIII                    |
| Ab urbe condita                                                              | 2531                                |
| Calendário arménio                                                           | 1227 – 1228                         |
| Calendário bahá'í                                                            | -66 – -65                           |
| Calendário budista                                                           | 2322                                |
| Calendário chinês                                                            | 4474 – 4475 Início a 28 de janeiro  |
| Calendário copta                                                             | 1494 – 1495                         |
| Calendário etíope                                                            | 1770 – 1771                         |
| Calendários hindus - Vikram Samvat - Calendário nacional indiano - Cáli Iuga | 1833 – 1834 1699 – 1700 4878 – 4879 |
| Calendário Holoceno                                                          | 11778                               |
| Calendário islâmico                                                          | 1192 – 1193                         |
| Calendário judaico                                                           | 5538 – 5539                         |
| Calendário persa                                                             | 1156 – 1157                         |
| Calendário rúnico                                                            | 2028                                |
| Calendário solar tailandês                                                   | 2321                                |

1778 (MDCCLXXVIII, na numeração romana)  foi um ano comum do século XVIII do actual Calendário Gregoriano, da Era de Cristo, e a sua letra dominical foi D (53 semanas), teve início a uma quinta-feira e terminou também a uma quinta-feira.
| Ano completo                        |
| ----------------------------------- |
| Ano comum com início à quinta-feira |

## Eventos
- 2 de Setembro - Fundação da cidade de Ladário - Mato Grosso do Sul.
- 21 de Setembro - Fundação da cidade de Corumbá - Mato Grosso do Sul.
- Início da construção da Ermida de Nossa Senhora do Socorro nos Biscoitos, ilha de São Jorge, que foi concluída em 1788, ampliada em 1831 e restaurada na década de 1990.

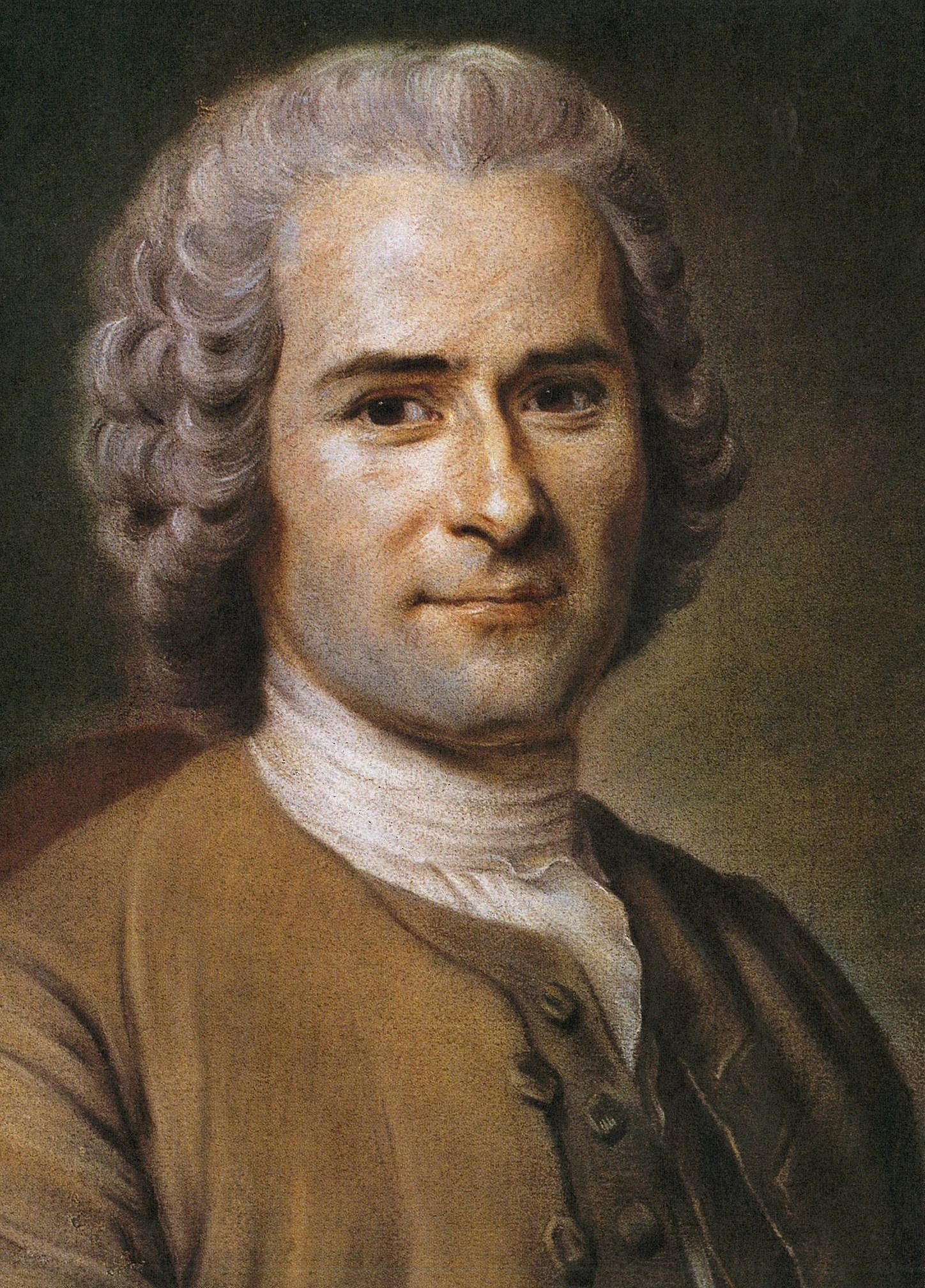
Jean-Jacques Rousseau (1704-1778). Retrato pintado por Maurice Quentin de la Tour, Musée Antoine-Lecuyer, Paris. Saint-Quentin (Aisne), França.

- 6 de Outubro - Fundação da cidade de Cáceres - Mato Grosso a princesinha do Paraguai

## Nascimentos
- 31 de Março - Coenraad Jacob Temminck, naturalista neerlandês (m. 1858).
- 20 de Junho - Visconde de Martignac, político francês (m. 1832).
- 23 de Agosto - Josef Hoëné-Wronski, filósofo e matemático franco-polonês (m. 1853).
- 5 de Outubro - Jacques-Joseph Champollion, arqueólogo francês (m. 1867).
- 6 de Dezembro - Louis Joseph Gay-Lussac, químico francês (m. 1850).
- 17 de Dezembro - Humphry Davy, químico inglês (m. 1829).
- 19 de Dezembro - Maria Teresa de França, Madame Real, duquesa de Angoulême e delfina de França (m. 1851).
- 21 de Dezembro - Anders Sandøe Ørsted, foi primeiro-ministro da Dinamarca (m. 1860).
- 25 de Fevereiro - José de San Martín, general argentino (m. 1850).

## Mortes
- 10 de Janeiro - Carlos Lineu, botânico sueco (n. 1707).
- 30 de Maio - Voltaire, filósofo francês (n. 1694).
- 2 de Julho - Jean-Jacques Rousseau, filósofo franco-suíço (n. 1712).
- 30 de Setembro - Miguel de Bulhões e Sousa, bispo português. (n. 1706)

## Por tema
- 1778 na ciência
- 1778 na literatura
- 1778 na música